# Melissa Mueller
Melissa Mueller (ur. 16 listopada 1972 w Waukesha w stanie Wisconsin) – amerykańska lekkoatletka, tyczkarka.
Początkowo uprawiała inne konkurencje lekkoatletyczne: biegi płotkarskie, siedmiobój, skok wzwyż oraz skok w dal. Skok o tyczce zaczęła trenować dopiero w sierpniu 1995, ale zanotowała błyskawiczny, zadziwiający fachowców postęp w tej konkurencji. W styczniu 1996 zanotowała wynik 3,23 m podczas zawodów halowych, był to jej pierwszy oficjalny występ w skoku o tyczce w karierze. Trzy miesiące później skoczyła już 3,53, zaś w 1997, po niespełna dwóch latach treningów tyczkarskich zdobyła brązowy medal mistrzostw USA. W późniejszych latach wielokrotnie stawała na podium mistrzostw kraju, reprezentowała Stany Zjednoczone w międzynarodowych imprezach oraz w meczach międzypaństwowych. Wielokrotna halowa rekordzistka USA.

## Osiągnięcia
- 5. miejsce podczas halowych mistrzostw świata (Maebashi 1999)
- 5. lokata w finale Grand Prix IAAF (Melbourne 2001)
- złoty medal igrzysk panamerykańskich (Santo Domingo 2003)

W 2000 reprezentowała USA podczas igrzysk olimpijskich w Sydney. 14. lokata w eliminacjach nie dała jej awansu do finału.

## Rekordy życiowe
- skok o tyczce (stadion) – 4,60 (2003)[1]
- skok o tyczce (hala) – 4,60 (2002)